# Purine-nucleotidecyclus
De purine-nucleotidecyclus is een serie van biochemische reacties die in het menselijk lichaam voornamelijk in spierweefsel voorkomt. De naam van de cyclus verwijst naar de stoffen AMP en IMP, welke ribonucleotides zijn.
Deze reacties vinden plaats in het cytosol van cellen. De cyclus genereert nieuwe input voor de citroenzuurcyclus. De citroenzuurcyclus heeft als fysiologische functie het produceren van ATP, NADH en FAD. ATP levert bij hydrolyse energie aan de cel. Uit ATP wordt ADP gevormd en vervolgens AMP. AMP kan vervolgens de purine-nucleotidecyclus ingaan die ervoor zorgt dat er opnieuw een stof wordt gevormd die bijdraagt aan de productie van ATP, namelijk fumaarzuur. 
Op deze manier komt er dus extra energie beschikbaar. Daarom is de purine-nucleotidecyclus vooral van belang tijdens inspanning. De cyclus is niet altijd actief, maar wordt geactiveerd door veel AMP en verzuring in de cel, wat meestal het geval is bij overmatige inspanning. 
De cyclus wordt in werking gesteld door de activatie van het enzym AMP deaminase. Er volgen een drietal reacties: 
AMP + H2O → IMP + NH4+
Aspartaat + IMP + GTP → Adenylosuccinaat + GDP + Pi
Adenylosuccinaat → AMP + Fumaarzuur
Fumaarzuur gaat vervolgens de citroenzuurcyclus in.